# Luikse salade

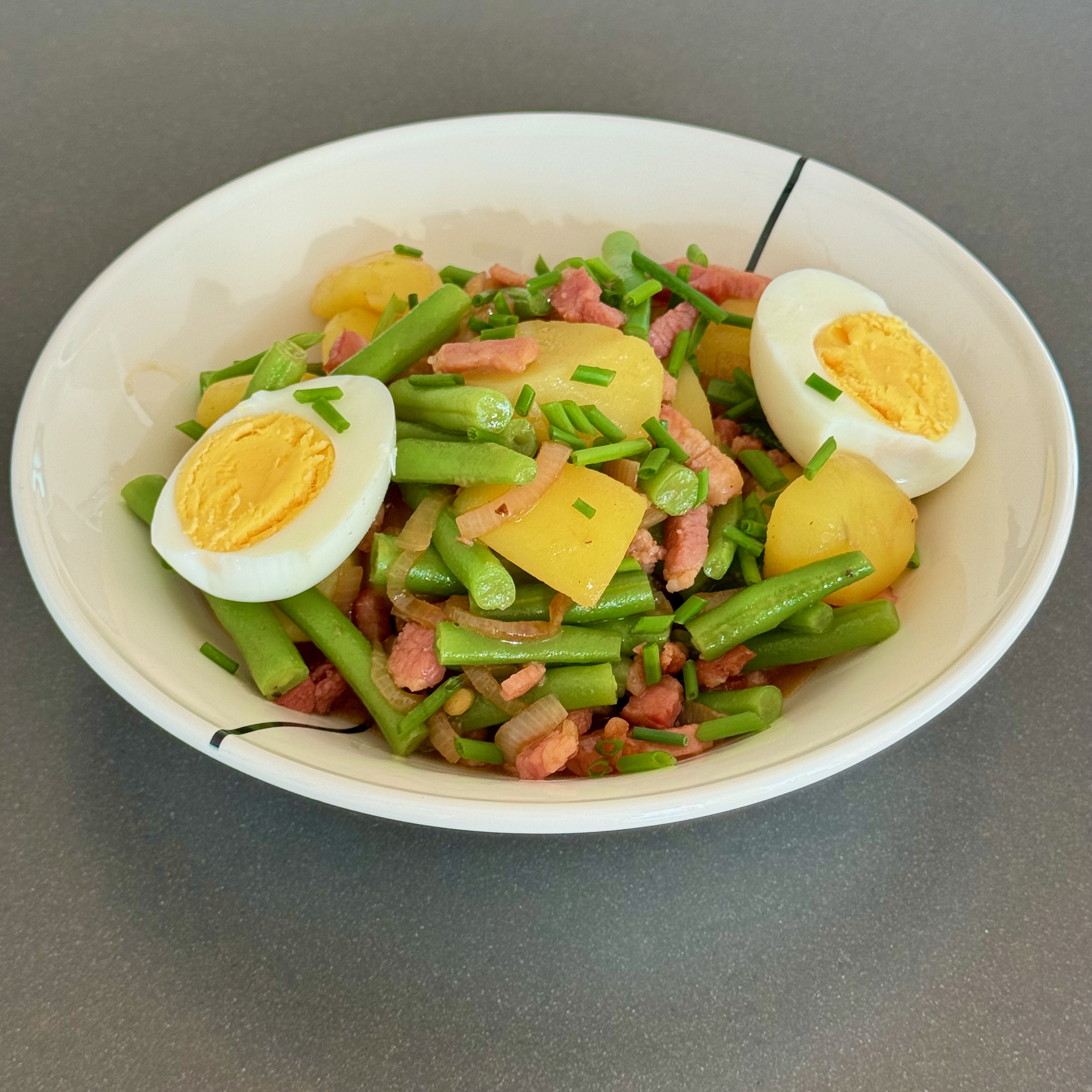
Luikse salade

Luikse salade (Frans: salade Liègeoise of potée de Liège) is een specialiteit uit de regio van Luik.
Het is een lauwwarme salade die zowel koud als warm gegeten kan worden. De hoofdingrediënten zijn aardappelen, groene bonen en spek, in de zoetzure dressing waarin ook Luikse perenstroop verwerkt wordt.
Het is een salade voor alle seizoenen, die zowel in de winter (warm) als in de zomer (koud) gegeten kan worden. Een unieke recept voor Luikse salade bestaat niet; het is historisch gegroeid. Van oudsher is het een volksgerecht met lokale ingrediënten voor de arbeiders uit de regio.

## Historische achtergrond
Over de historie en het ontstaan van deze salade is vrij weinig bekend en gedocumenteerd. Algemeen wordt aangenomen dat de salade in de 18e of 19e eeuw ontstaan is. Eerder lijkt niet mogelijk, omdat de aardappel in die regio pas rond 1750 ingeburgerd geraakte.
De oorspronkelijke aardappelsoort die voor een Luikse salade gebruikt werd was waarschijnlijk Cornes de Gâtes, een aardappelsoort die in de regio Haspengouw en in de Ardennen goed ingeburgerd was. Het ontstaan van het gerecht moet dan ook gezien worden in het licht van de industrialisering. 

## Ingrediënten
Zoals steeds bij traditionele volkskeuken bestaan er duizenden variaties van dit gerecht. Elk gezin heeft wel zijn eigen recept. Maar er zijn natuurlijk wel een aantal basiselementen die er zeker in moeten:
- aardappelen, meestal worden krieltjes gebruikt,zowel gepeld als ongepeld
- groene bonen: prinsessenboontjes of boterbonen
- spekreepjes
- sjalotjes
- een zoetzure dressing bestaande uit Luikse stroop, mosterd en azijn.